# Kotlina Mujsko-Kuandyńska
Kotlina Mujsko-Kuandyńska (ros.: Муйско-Куандинская котловина; Mujsko-Kuandinskaja kotłowina) – kotlina śródgórska w azjatyckiej części Rosji, w północnej części Zabajkala, w Buriacji, między Górami Północnomujskimi a Południowomujskimi. Wznosi się na wysokości 465–700 m n.p.m. i wypełniona jest warstwą piaszczystych osadów. Dno zajmują rozległe obszary zalewowe Witimu, Mui i Kuandy. W krajobrazie dominują równiny porośnięte łąkami (częściowo zabagnione) oraz niewielkie pagórki pokryte lasami sosnowymi i sosnowo-modrzewiowymi.